# 克里斯多福 AG-1
Christopher AG-1是一款克里斯多福航空（Christopher Company）於第二次世界大戰時研製的突擊滑翔機，是美國陸軍突擊滑翔機項目的一部分，但沒有建造，該計劃於1943年9月取消。

## 發展
美國陸軍打算採購一款突擊滑翔機，這是一種能夠首先著陸並幫助確保著陸點供運輸滑翔機使用的武裝滑翔機。每架突擊滑翔機將有六名滑翔機人員以及飛行員和副駕駛員，滑翔機人員將配備兩挺0.50和兩挺0.30口徑機槍和兩個火箭發射器。1943年5月，克里斯托弗公司和蒂姆飛機公司這兩家公司獲得了合同，每家公司各建造兩架原型機。克里斯托弗的原型機編號指定為XAG-1，是一款總重8500lb的低翼懸臂單翼飛機，並且該公司已向美國陸軍交付了風洞模型。助理空軍參謀長辦公室的奇德勞將軍反對此想法，並於1943年9月取消了該項目。

### 註記
1. 1 2 3 4 5 6  Mrazek 2011, p. 416
2. ↑  Andrade 1979, p. 39

### 書籍
- Andrade, John. . Midland Counties Publications. 1979. ISBN 978-0-904597-22-6.
- Mrazek, James E. . Mechanicsburg, Pennsylvania, United States: Stackpole Books. 2011. ISBN 978-0-8117-0808-1.